# Ligue ouvrière révolutionnaire pour la Quatrième Internationale
Pour l'organisation française disparue, voir Ligue ouvrière révolutionnaire.
La Ligue ouvrière révolutionnaire pour la Quatrième Internationale (LOR-CI), souvent raccourci en Ligue ouvrière révolutionnaire, est une organisation politique bolivienne trotskiste fondée en 1999. Elle fait partie de la Fraction trotskyste - Quatrième Internationale.

## Histoire
La LOR-CI est fondée en 1999 par des militants en rupture avec le POR et dirigés par Javo Ferreira, elle s'oppose alors au gouvernement d'Evo Morales et critique son idée de construire un "capitalisme andin". Elle rejette également la possibilité de concilier les intérêts de la classe ouvrière avec ceux des organisations patronales, elle appelle donc à voter blanc lors de la proposition de nouvelle constitution promue par le MAS. L'organisation prend une part active dans le mouvement social de 2003, elle avance alors les revendications suivantes,, :
- Constitution d'assemblées populaires départementales et nationales avec des représentants élus et révocables directement depuis les champs, les mines, les usines, les entreprises, les quartiers et les casernes
- Nationalisation des hydrocarbures sous contrôle ouvrier et paysan
- Élection d'une assemblée constituante révolutionnaire
- Gouvernement ouvrier et paysan composé des organisations qui se sont investies dans le mouvement

Alors que le gouvernement d'Evo Morales décide en 2010 une augmentation du prix de l'essence, la LOR-CI s'investit dans le mouvement social qui suit cette annonce. L'organisation déclare alors que l'expulsion des multinationales est nécessaire. De même, les militants de la LOR-CI participent à la grève des travailleurs de la santé en 2012, qui s'opposent à l'allongement de leurs journées de travail décidé par le MAS.
En 2013, des militants du parti obtiennent plusieurs postes de direction au sein du syndicat minier de Huanuni (une mine qui produit 60% de l'étain bolivien) ainsi qu'au sein de la Centrale ouvrière bolivienne (COB) à l'occasion d'une élection syndicale. Cette implantation permet à l'organisation de prendre une part active dans la grève des mineurs de Huanuni qui éclate en mai 2013. Cependant, les militants de la LOR-CI présents à la direction de la COB en sont rapidement exclus sous la pression du gouvernement et des dirigeants historiques du syndicat,,. L'organisation demeure présente au sein de plusieurs autres syndicats, tels que celui des éboueurs ou celui des travailleurs de l'aéroport d'El Alto. L'organisation revendique par ailleurs une présence au sein de l'Université "Siglo XX" à Llallagua et au sein de l'Universidad Mayor de San Simón à Cochabamba via son organisation de jeunesse Corriente Estudiantil Revolucionaria Octubre.
Actuellement, la LOR-CI collabore avec des syndicats et des groupes féministes socialistes tels que Du Pain et des Roses dans diverses parties de la Bolivie, une de ses principales représentantes est la politologue Violeta Tamayo. Cette dernière revendique un féminisme marxiste en opposition au féminisme officiel promu par le MAS.

## International
La LOR-CI est membre de la Fraction trotskyste - Quatrième Internationale, qu'elle a fondée avec le Parti des travailleurs socialistes argentin et le Mouvement des Travailleurs socialistes du Mexique. L'organisation compte actuellement des sections dans 14 pays, dont le Parti révolutionnaire des travailleurs au Chili, le Courant Révolutionnaire des Travailleurs en Espagne et Révolution Permanente en France.